# 太平镇 (罗定市)
太平镇，是中华人民共和国广东省云浮市罗定市下辖的一个乡镇级行政单位。

## 行政区划
太平镇下辖以下地区：
太平社区、丽塘村、太东村、洞美村、励志村、太西村、埒口村、太北村、腾笔村、木利村、双角村、潭白村、古龙村、西良村、东良村、镇安村和黄豆坪村。